# I Roy
I Roy, né Roy Samuel Reid le 28 juin 1944 à Saint Thomas en Jamaïque et mort le 27 novembre 1999 à Kingston, fut un des plus importants deejay jamaïcain de reggae.

## Biographie
Grand admirateur de Dennis Alcapone et de U Roy, dont il adopte quasiment le même nom d'artiste, I Roy commence sa carrière de DJ dans les sound systems de la ville de Spanish Town, alors qu'il travaille encore comme comptable. En 1968, I Roy est repéré par le producteur Harry Mudie avec qui il enregistre Heart Don't Leap son premier 45 tours aux studios Dynamics Sounds. Sa collaboration va durer 5 années avec l'enregistrement de nombreux singles, puis I Roy rencontre le producteur Gussie Clarke avec qui il enregistre son premier album Presenting I Roy sur le label anglais Trojan Records. Car c'est surtout en Angleterre qu'I Roy rencontre un grand succès.
Les années 1970 sont prolifiques pour I Roy qui sort de nombreux albums et enchaîne les tournées musicales, un temps accompagné par The Revolutionaries en tant que backing band. Pourtant, au début des années 1980 sa carrière commence à décliner à mesure que le dancehall prend l'ascendant sur le reggae et le dub.
Durant les années 1990, seul et abandonné de tous, I Roy sombre dans la misère et finit clochard. Il meurt d'un infarctus du myocarde à l'âge de 55 ans.
Linton Kwesi Johnson le qualifie de "puissant poète" dans son morceau Street 66 : "Tĥe mighty poet I Roy was on the wire (...)".

## Discographie

### Albums
- 1973 - Hell And Sorrow (Trojan Records)
- 1973 - Presenting I Roy (Trojan Records)
- 1974 - Many Moods Of I Roy (Trojan Records)
- 1975 - Step Forward Youth (I Roy versus Jazzbo) (Live and Love)
- 1975 - Truths And Rights (Micron Music Limited)
- 1976 - Crisus Time (Caroline)
- 1976 - Musical Shark Attack (Virgin)
- 1976 - Dread Baldhead (Klik)
- 1977 - Can't Conquer Rasta (Justice)
- 1978 - World On Fire (Front Line Records)
- 1978 - The Godfather (Third World)
- 1978 - Heart Of A Lion (Front Line Records)
- 1978 - The Ten Commandments(Micron Music Limited)
- 1978 - Hotter Yatta (Harry J Records)
- 1978 - Exodus Chapter II
- 1979 - Cancer (Front Line Records)
- 1979 - The General (Front Line Records)
- 1980 - Sunset At Moonlight City (Derrick Morgan & I Roy) (Imperial Records)
- 1981 - I Roy's Doctor Fish (Hot Disc)
- 1981 - African Herbsman (Joe Gibbs Music)
- 1983 - Outer Limit (John Francis Music)

### Compilations
- 197X-8X - Black Man Time
- 1976-77 - Crisus Time - Extra Version
- 1976-79 - Crucial Cuts
- 1972-75 - Don't Check Me With No Lightweight Stuff
- 197X - Head To Head Clash - (I Roy & Prince Jazzbo)
- 197X - Love Is My Game
- 197X - Sensimilla Showdown - (Lee Scratch Perry versus I Roy)
- 197X-8X - Sincerely Yours
- 197X-8X - Sunshine For I
- 1977 - The Best Of
- 1977 - The Great Godfather
- 197X - Touting I Self
- 197X - We Chat You Rock - (Jah Woosh & I Roy)